# Myślinów
Myślinów – wieś w Polsce położona w województwie dolnośląskim, w powiecie jaworskim, w gminie Męcinka, na Pogórzu Kaczawskim (Pogórzu Złotoryjskim) w Sudetach.
W latach 1975–1998 miejscowość administracyjnie należała do województwa legnickiego.

## Nazwa
Pierwotnie Myślinów nosił nazwę Jaglana, która pochodziła od staropolskiej nazwy jagły oznaczającej rodzaj popularnego wśród ludności w średniowieczu rodzaju kaszy. Od nazwy tej utworzona została późniejsza niemiecka nazwa miejscowości Jagendorf oraz Jegerdorf. Tłumaczy się to jako wieś myśliwych. Obecną nazwę przywrócono w 1945 roku.

## Historia
Pierwsza wzmianka o miejscowości pochodzi z 1278 roku. Została ona założona przez cystersów z Lubiąża. Wieś przez długi czas była w rękach rodu Świnków (Schweinichen).

## Położenie
Wieś położona jest na Pogórzu Kaczawskim (Pogórzu Złotoryjskim), rozciągnięta na długości ok. 3,6 km w głęboko wciętej dolinie potoku Myślinówka oraz na jej zboczach, a także na spłaszczeniu na zachód od doliny (przysiółek Myślinówek), na wys. 295–390 m n.p.m., ok. 9 km na zachód od Jawora.

## Budowa geologiczna
Podłoże zbudowane jest ze staropaleozoicznych skał metamorficznych należących do metamorfiku kaczawskiego. Są to przede wszystkim zieleńce, łupki zieleńcowe, a podrzędnie fyllity, łupki serycytowe i łupki kwarcowe. Utwory te przecięte są intruzjami trzeciorzędowych bazaltów, które występują na południe i na zachód od miejscowości. Budują m.in. wzgórza Mszana (475 lub 462 m n.p.m.), Obłoga (442 m n.p.m.) oraz Czartowska Skała (463 m n.p.m.) oraz tworzą niewielkie wychodnie na południe od wsi. Starsze skały przykryte są różnej grubości warstwą kenozoicznych glin i gleby. W dolinie Myślinówki występują osady rzeczne.

## Zabytki
Do wojewódzkiego rejestru zabytków wpisane są obiekty:
- kościół fil. pw. Wniebowzięcia NMP, z XIV-XX w., gotycki. Gotycka Pietà z I poł. XV w., sakramentarium. Nagrobki rycerskie z lat 1577–1602, barokowe płyty nagrobne, portale gotyckie i manswerki[11],
- cmentarz przykościelny.

## Ochrona przyrody
Wieś położona jest w obrębie Parku Krajobrazowego Chełmy.